# Pojkastenen
Pojkastenen är en hällristning i Dagsås socken i Halland, belägen intill Dagsås kyrka. Den består av en sten med sliprännor och älvkvarnar. 